# ألكسندر بيوركوفسكي

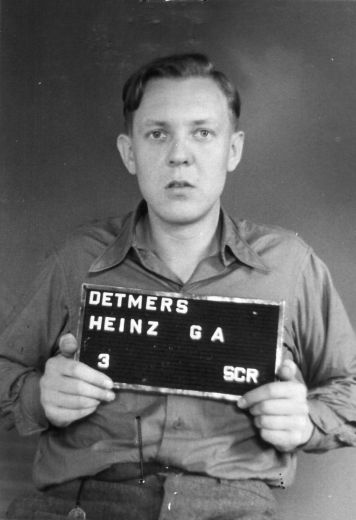
هاينز ديتمرس يونيو 1947

ألكسندر برنهارد هانز بيوركوفسكي، المعروف أيضًا باسم أليكس بيوركوفسكي (11 أكتوبر 1904 - 22 أكتوبر 1948 في لاندسبرغ أم ليخ ) موظفًا ألمانيًا في قوات الأمن الخاصة خلال الحقبة النازية وقائد معسكر اعتقال داكاو. بعد الحرب، أدين وأعدم.

## الحياة
كان ألكسندر بيوركوفسكي ميكانيكيًا مدربًا عمل كتاجر متنقل في عشرينيات القرن العشرين.
انضم إلى كتيبة العاصفة في 1 يونيو 1929 وانتقل من هناك إلى شوتزشتافل في 1 يونيو 1933 (العضو رقم 8737). في 1 نوفمبر 1929 ، أصبح عضوًا في الحزب النازي (العضو رقم 161،437). قاد لأول مرة إس إس- ستاندارت في بريمن من 20 يوليو 1935، وفي العام التالي، إس إسستاندارت ألينشتاين. لأسباب صحية، تقاعد من الخدمة في 19 سبتمبر 1936. 
من يوليو 1937 إلى ديسمبر 1937، كان قائدًا مؤقتًا لمعسكر اعتقال ليختنبرغ، وبعد تحويله إلى معسكر اعتقال نسائي، كان نائبًا لـ Lagerdirektor غونتر تاماشكي حتى أغسطس 1938.  من هناك تم نقله إلى محتشد اعتقال داكاو في أوائل أغسطس 1938 ، حيث كان يعمل فيكقائد معسكر وقائي. من فبراير 1940 إلى منتصف سبتمبر 1942، كان قائد معسكر اعتقال داكاو . بسبب اتهامات بالفساد، تم تسريحه من الخدمة في 31 أغسطس 1943. 
بعد الحرب العالمية الثانية، كان على بيروكوفسكي، إلى جانب مساعده هاينريش ديتمرس، الرد على محكمة عسكرية أمريكية في محاكمات داكاو من 6 إلى 17 يناير 1947. وكانت التهم جرائم ضد الإنسانية وترحيل واختطاف وإساءة معاملة السجناء في معسكر الاعتقال السابق في داخاو. وحُكم على بيوركوفسكي بالإعدام . قدم التماسات لا طائل منه من أجل العفو. تم شنق ألكسندر بيوركوفسكي في سجن لاندسبرغ لمجرمي الحرب. 

## قائمة المراجع
- مارتن جرونر. Verurteilt في داخاو. Der Prozess gegen den KZ-Kommandanten Alex Piorkowski vor einem US-Militärgericht. Wißner-Verlag، Augsburg 2008، (ردمك 978-3-89639-650-1)
- إرنست كلي . Das Personenlexikon zum Dritten Reich: Wer war was vor und nach 1945. Fischer-Taschenbuch-Verlag، Frankfurt am Main 2007، (ردمك 978-3-596-16048-8)
- ستيفان هوردلر ، سيغريد جاكوبيت (Hrsg. ). Dokumentations- und Gedenkort KZ Lichtenburg - Konzeption einer neuen Dauerausstellung für Werkstattgebäude und Bunker. Lit-Verlag ، برلين 2009 ، (ردمك 978-3-643-10038-2)
- يوهانس توشيل. Konzentrationslager: Organisationsgeschichte und Funktion der Inspektion der Konzentrationslager 1934–1938. (= Schriften des Bundesarchivs ، النطاق 39). H.Boldt ، 1991 ، (ردمك 3-7646-1902-3)

## روابط خارجية
1. 1 2  Dienstaltersliste der Schutzstaffel der NSDAP, Stand vom 1. Dezember 1936 (بالألمانية), 1. Dezember 1936, OCLC:6792109, QID:Q63098423 {{استشهاد}}: تحقق من التاريخ في: |publication-date= (help)
2. ↑  Nuremberg Trials Project (بالإنجليزية), QID:Q78909371
3. 1 2  Johannes Tuchel: Konzentrationslager: Organisationsgeschichte und Funktion der Inspektion der Konzentrationslager 1934–1938. 1991, p. 385
4. ↑  Stefan Hördler, Sigrid Jacobeit (Hrsg.): Dokumentations- und Gedenkort KZ Lichtenburg. Berlin 2009, p. 125f
5. ↑  This article contains a translation of the corresponding article in the ويكيبيديا الألمانية

| مناصب عسكرية    | مناصب عسكرية                | مناصب عسكرية    |
| --------------- | --------------------------- | --------------- |
| سبقه {{{سبقه}}} | {{{العنوان}}} {{{الأعوام}}} | تبعه {{{تبعه}}} |
| سبقه {{{سبقه}}} | {{{العنوان}}} {{{الأعوام}}} | تبعه {{{تبعه}}} |
| سبقه {{{سبقه}}} | {{{العنوان}}} {{{الأعوام}}} | تبعه {{{تبعه}}} |